# Dayana Borges
Dayana Andreína Borges Mora (sinh ngày 19 tháng 2 năm 1990, tại Maracay) là một người mẫu Venezuela. Cô tham gia cuộc thi Elite Model Look Venezuela 2006, được tổ chức tại Caracas vào ngày 10 tháng 10 năm 2006. Cô được chọn là Á hậu 1. Borges cũng là người về nhì trong cuộc thi Elite Model Latino 2006 được tổ chức vào tháng 12 năm 2006 tại Los Cabos, Mexico.
Borges đại diện cho Phụ thuộc Liên bang Venezuela trong cuộc thi Hoa hậu Venezuela 2008, vào tháng 9 năm 2008, và giành được danh hiệu Hoa hậu Internet.